# Conan – Cậu bé tương lai
Conan – Cậu bé tương lai (Tiếng Nhật: 未来少年コナン phiên âm Hepburn: Mirai Shōnen Konan) là bộ anime chủ đề khoa học viễn tưởng được xưởng phim Nippon Animation sản xuất và đạo diễn bởi Miyazaki Hayao, công chiếu lần đầu tiên trên kênh NHK từ ngày 04 tháng 4 đến ngày 31 tháng 10 năm 1978.
26 tập phim có sự tham gia của một đội ngũ làm phim hoạt hình nổi tiếng của Nippon Animation là Miyazaki Hayao (đạo diễn, thiết kế nhân vật, cốt truyện), Takahata Isao (cốt truyện) và Tomino Yoshiyuki (cốt truyện). Đây là bộ phim được chuyển thể từ cuốn tiểu thuyết The Incredible Tide(1970) của nhà văn người Mỹ Alexander Key.

## Tổng quan

### Sơ lược cốt truyện
Lấy bối cảnh thế giới sau cuộc chiến tranh diễn ra vào năm 2008. Siêu vũ khí hủy diệt của con người đã làm cho năm châu lục của trái đất bị xé toạc, phần đất liền hầu như đều bị nhấn chìm xuống biển loài người gần như bị tuyệt diệt. Trong cơn hỗn loạn một nhóm người đã cố gắng thoát khỏi trái đất bằng phi thuyền sau sự kiện nhưng bất thành và bị rơi xuống một hòn đảo hoang rồi dần dần định cư ở đó. Câu chuyện bắt đầu vào 20 năm sau, khi thế giới đã dần phục hồi, cậu bé Conan (đứa trẻ được sinh ra bởi một thành viên trong phi hành đoàn) và ông của cậu là những người sống sót cuối cùng trên đảo nhìn thấy và sau đó chăm sóc cho cô bé Lana bị sóng biển xô vào bờ trong tình trạng kiệt sức.
Trước đó, Lana người mà sau này Conan luôn cố gắng bảo vệ, cô bị thuyền trưởng tàu Barracuda bắt cóc khỏi hòn đảo High Harbour nơi cô sinh sống để lên đường tới thành phố Industria (nơi những người sống sót sau sự cố sinh sống) nhằm tra khảo cô, sau nỗ lực trốn thoát cô bị trôi dạt tới hòn đảo và được ông và Conan chăm sóc. Tuy nhiên, một lần nữa người của quân đội Industria lại đến và đòi bắt Lana đi, vì để bảo vệ Lana ông của Conan đã trúng tên lửa và hấp hối. Kết quả cô lần nữa bị bắt đi, trước khi chết ông đã dặn dò Conan hãy lên đường cứu cô và kết thêm những người bạn mới từ đó cuộc phiêu lưu bắt đầu.
Nội dung phim xoay quanh những cuộc phưu lưu vô cùng khó khăn và chông gai của Conan giữa các hòn đảo khác nhau còn sót lại trên thế giới như: Industria, High Harbor, Remnant (nơi Conan sống với ông),... Tình cảm trong sáng giữa Lana và Conan là giá trị cốt lõi của bộ phim.

### Nhân vật

Nhân vật Jimsy

Conan (コナン, Konan)
Lồng tiếng bởi: Ohara Noriko
Conan là một cậu bé 11 tuổi nhân vật chính của bộ phim, sinh ra từ thành viên trong phi hành đoàn và được "ông" nuôi dưỡng từ nhỏ. Conan đã không tiếp xúc với ai khác ngoài ông của mình trong suốt thời gian sinh sống ở hòn đảo, dù vậy ông và cậu vẫn sống rất vui vẻ. Về sức khỏe và trí thông minh cậu vượt trội hơn những đứa trẻ bình thường, đặc biệt có một ý chí kiên cường và cực kỳ dũng cảm. Hai ông cháu sống dựa vào hoa quả có ở đảo và cá đánh bắt được ở biển nhờ tài bơi lội và nhịn thở dưới nước của cậu. Mặc dù thiếu tiếp xúc với xã hội nhưng Conan tỏ ra là một đứa trẻ hiền lành và tốt bụng. Sau khi chứng kiến cô bạn mới quen Lana bị bắt đi cậu đã không do dự nghe theo lời của ông rời khỏi hòn đảo và lên đường cứu lấy Lana bằng một con thuyền tự chế với vũ khí là một ngọn lao đánh cá, từ đó mà Conan đã gặp gỡ và người làm quen với những người bạn mới trên đường đi.
Lana (ラナ, Rana)
Lồng tiếng bởi: Nobusawa Mieko
Lana là một cô gái 11 tuổi trầm tính, ít nói nhưng tốt bụng và hiền lành sinh ra tại hòn đảo High Harbour xinh đẹp, mồ côi cha mẹ từ nhỏ lớn lên với dì dượng. Conan phát hiện ra Lana khi cô vô tình bị trôi dạt vào bờ biển sau nỗ lực trốn thoát khỏi tàu Barracuda, Lana là người đầu tiên không phải là ông mà Conan tiếp xúc. Sau quãng thời gian bị thuyền trưởng Dyce giam giữ và được Conan giải cứu, cô đi theo cậu rồi bất ngờ tìm được ông mình là tiến sĩ Lao nhờ thần giao cách cảm của 2 người (sau này cô cũng có với Conan) vì vậy mà Lana luôn bị quân đội Industria truy đuổi và đã bị bắt nhiều lần để buộc cô khai về vị trí của tiến sĩ Lao nhằm tìm cách khởi động năng lượng mặt trời ở tháp tam giác dù vậy Conan luôn có mặt đúng lúc để cứu cô. Ngoài ra Lana cũng có khả năng nói chuyện với loài chim nhờ thần giao cách cảm.
Ông của Conan (おじい, Ojii)
Lồng tiếng bởi: Yamanouchi Masato
Một cụ ông đã lớn tuổi sống trên đảo với Conan, không rõ tên thật vì chỉ được Conan gọi là "ông". Vào lúc trái đất đang bị hủy diệt bởi siêu vũ khí ông cùng đồng đội (có cả cha mẹ của Conan sau này) đã nỗ lực trốn thoát khỏi trái đất trên một phi thuyền nhưng cuối cùng thất bại và rơi xuống một hòn đảo biệt lập trên biển. Kể từ đó ông cùng đồng đội sống trên hòn đảo này. Sau khi sinh Conan, những người trên đảo bao gồm cả bố mẹ cậu dần dần mất đi trừ ông và từ đó ông một mình chăm sóc cho Conan. Sau khi đáp xuống hòn đảo ông đã tưởng rằng loài người đã bị tuyệt diệt và thế giới chỉ mình 2 ông cháu nhưng sau khi chứng kiến Lana rồi cả đoàn quân Industria tiến tới đảo ông mới biết ngoài kia vẫn còn nhiều người còn sống sót. Lúc đội quân Industria đến đòi bắt Lana đi ông đã mang theo một quả tên lửa bên mình và đe dọa nó sẽ phát nổ để bảo về cho Lana nhưng không may lúc đôi bên đang giằng co một phát súng đã trúng vào quả tên lửa làm nó phát nổ khiến ông bị thương nặng. Trước khi chết ông đã dặn Conan lên đường cứu Lana và tìm cho mình những người bạn mới.
Monsley (モンスリー, Monsurī)
Lồng tiếng bởi: Yoshida Rihoko
Là nhân vật phản diện của bộ phim, chỉ huy nhóm quân đội của Industria và nhận mệnh lệnh trực tiếp từ Lepka. Khi còn nhỏ cô là người duy nhất trong gia đình mình sống sót sau sự kiện diệt vong. Trải qua bi kịch đó cô trở thành một người nhẫn tâm và độc đoán, dù vậy ngoài đời cô cũng là người phụ nữ có xinh đẹp, thông minh và có tài lãnh đạo lẫn giỏi chiến đấu vì vậy cô rất được Lepka tin tưởng và giao nhiệm vụ. Sau khi chứng kiến sự kiên cường và bản lĩnh của Conan cô rất lấy làm cảm phục và muốn cậu trở thành một công dân ở Industria, nhưng khi kế hoạch chiếm High Harbour theo lệnh của Lepka thất bại và được sự cảm hóa của Conan cô đã nhận thấy được con người thật sự của mình và quyết định cùng chiến đấu với Conan. Khi trở lại Industria cô đã khuyên ngăn Lepka nên dừng các hành động bạo lực lại với mong muốn cuộc sống hòa bình nhưng đã bị Lepka gạt ngay đi và bị xét tội tử hình vì phản bội. Vào lúc chuẩn bị hành quyết, Conan và những người bạn đã cứu cô. Ở cuối phim cô kết hôn với Dyce.
Jimsy (ジムシィ, Jimushī)
Lồng tiếng bởi: Aoki Kazuyo
Là người bạn đầu tiên của Conan, Jimsy bắt gặp Conan khi cậu lần đầu tiên đặt chân tới hòn đảo nơi Jimsy sinh sống. Ban đầu cậu rất tức giận khi thấy Conan uống nước và hái quả trên đảo của mình vì vậy để đáp trả Jimsy đã phá hỏng con thuyền của Conan. Đến lúc chạm mặt cả hai đã có một cuộc ẩu đả với nhau nhưng sau cùng đã nhanh chóng trở thành bạn bè vì đôi bên đều cảm phục trước tài năng của đối phương. Jimsy có ngoại hình lùn và mũm mĩm, sở thích là ăn uống (món ưu thích là thịt ếch đôi khi là cả thuốc lá và rượu) cậu có tài săn bắn với vũ khí là cây cung đeo bên mình. Khi được Conan kể về Lana cậu cho rằng con gái là lũ mít ướt khóc nhè và tham ăn dù cậu chưa từng tiếp xúc với nữ giới trước đó, nhưng sau khi được gặp Lana ở tàu Barracuda Jimsy đã thay đổi định kiến đó và có cảm tình với nữ giới hơn. Lúc Conan và Lana rời khỏi tàu Barracuda cậu trở thành một thuyền viên không chính thức trên tàu tới khi 2 người gặp lại nhau lần nữa. Về tính cách Jimsy giống một đứa trẻ bình thường hơn là Conan. Cậu hành động theo cảm xúc của mình mặc hậu quả, trong khi đó Conan lại tỏ ra bình tĩnh và hành động theo lý trí nhiều hơn. Jimsy có nuôi một con lợn có tên là Umasou, đậy là con vật cậu lấy được từ hòn đảo High Harbour.
Dyce (ダイス, Daisu)
Lồng tiếng bởi: Nagai Ichirō
Lepka (レプカ, Repuka)
Lồng tiếng bởi: Kayumi Iemasa
Dr. Lao (ラオ博士, Rao-hakase)
Lồng tiếng bởi: Yamanouchi Masato
Umasou (うまそう, Umasō)
Orlo (オーロ, Ōro)
Tera (テラ, Tera)

## Truyền thông

### Anime
Conan – Cậu bé tương lai đã phát sóng khắp Nhật Bản trên kênh NHK từ ngày 04 tháng 4 đến ngày 31 tháng 10 năm 1978. Sau này kênh Animax cũng đã dịch và lồng tiếng cho bộ Anime và chiếu trên kênh tiếng Anh của mình trong khu vực Đông Nam Á và Nam Á.
Bộ anime này cũng đã được phát trên kênh truyền hình tiếng Quảng Đông, tiếng Quan Thoại, tiếng Pháp, tiếng Tây Ban Nha, tiếng Ý, tiếng Catalan, tiếng Basque, tiếng Triều Tiên, tiếng Thổ Nhĩ Kỳ, tiếng Ả Rập cùng nhiều phiên bản các thứ tiếng khác nhưng không đăng ký bản quyền. Bộ anime này cũng đã chiếu trên khắp châu Âu, châu Mỹ Latinh, thế giới Ả Rập cũng như châu Á cùng nhiều nơi khác.
Tại Việt Nam, loạt phim đã được chiếu trên kênh VTV2 và VTV3 vào cuối năm 2003, và kênh ANT - BPTV3, SAM - BTV11, kênh An Viên - BTV9 với tựa "Conan – Cậu bé tương lai".

### Phim anime
Một phiên bản phim anime tóm tắt cốt truyện của bộ anime đã được thực hiện với sự đạo diễn của Sato Hajime đã công chiếu ngày 01 tháng 9 năm 1979 dài 123 phút. Tuy nói là tóm tắt nhưng cốt truyện đã được thay đổi đáng kể cũng như sử dụng bài hát chủ đề khác. Một số thay đổi đáng chú ý trong cốt truyện gốc như trong phần kết thúc thì Dr. Lao sẽ không bị chết và hòn đảo Industria không bị chìm. Nhưng phim không nhận được sự đón nhận tốt lắm khi đó với nhiều ý kiến trái chiều do việc lồng tiếng các nhân vật không đạt yêu cầu trong thể hiện cảm xúc như phiên bản trên truyền hình và việc sử dụng bài hát chủ đề mới. Ban đầu Miyazaki Hayao được mời để đạo diễn bộ phim nhưng ông đã không đồng ý và đề nghị là thay vì làm một phim tổng hợp chỉnh sửa và cắt xén từ một bộ phim dài thì nên chiếu cả 26 tập hoặc làm phim như phần tiếp theo.
Sau đó Miyazaki đã chấp nhận làm đạo diễn cho một phiên bản phim anime khác có tên Mirai Shōnen Konan Tokubetsu Hen-Kyodaiki Gigant no Fukkatsu (未来少年コナン　特別編　巨大機ギガントの復活) đã công chiếu vào ngày 11 tháng 3 năm 1984 dài 49 phút cùng lúc với một phim khác của ông là Kaze no Tani no Nausicaä. Phim lấy bối cảnh trong ba tập cuối của bộ anime là 24-26 lược bớt các tình tiết nhỏ và thêm vào các tình tiết mới.

### Trò chơi điện tử
Nippon Telenet đã thực hiện và phát hành một phiên bản cho hệ PC Engine SUPER CD-ROM² thuộc thể loại phiêu lưu 2D vào ngày 28 tháng 2 năm 1992. Người chơi sẽ đi qua 6 vùng tương đương với 6 khu vực trong bộ anime. Các đoạn phim mở đầu và kết thúc được lấy từ bộ phim nhưng được chỉnh sửa lại dưới dạng dot việc lồng tiếng được thực hiện bởi nhóm lồng tiếng bộ anime.
Bandai Visual đã phát hành sản phẩm của mình vào ngày 20 tháng 10 năm 1995 cho hệ máy 3DO. Trên thực tế thì trò chơi này là hai trò chơi nhỏ nhập lại với nhau.
D3 Publisher đã thực hiện và phát hành phiên bản hành động 3D cho hệ máy PlayStation 2 vào ngày 25 tháng 8 năm 2005. Trò chơi sẽ đưa người chơi qua ba khu vực xuất hiện trong bộ anime. Trò chơi này bị đánh giá không tốt lắm trong khả năng hoạt động và góc nhìn. Đoạn phim mở đầu và kết thúc được lấy thẳng từ bộ anime và chỉ có 5 nhân vật trong trò chơi được lồng tiếng.
Cả ba trò chơi điện tử trên đều cùng tên với tác phẩm gốc.